# آنتوانت براون بلک‌ول
آنتوانت براون بلک‌ول (انگلیسی: Antoinette Brown Blackwell; ۲۰ مهٔ ۱۸۲۵ – ۵ نوامبر ۱۹۲۱) یا آنتوانت لوئیزا براون (Antoinette Louisa Brown)، نویسنده، فیلسوف، سخنران، و کاهن (مسیحیت) اهل ایالات متحده آمریکا بود.
وی اولین زنی بود که به عنوان یک وزیر جریان پروتستان در ایالات متحده به این سمت منصوب شد. او به عنوان سخنرانی قدرتمند و آگاه به مسائل مهم زمان خود، به دلیل توان استفاده از ایمان مذهبی در گسترش حقوق زنان، نسبت به دیگر زنان معاصر خود برجسته تر بود.

## دوران نوجوانی
او در شهر هینریتا نیویورک به دنیا آمد. هنگامی که سه ساله بود هوش سرشارش مشخص شد. موعظه چارلز گراندیسون فینی، در شهر راچستر، خانواده او را ترغیب کرد که به کلیسای پروتستانها بپیوندد. پس از جسارت به دعا با توجه به خانواده مذهبی اش، براون قبل از سن نه سالگی به کلیسا پذیرفته شد. مدت کوتاهی پس از عضو یت در گروه پروتستان به او اجازه داده شد تا در جلسات روز یکشنبه موعظه کند. در سال ۱۸۴۱ در سن شانزده سالگی و تکمیل تحصیلات دینی اش در مدرسه شروع به تدریس کرد.

## تحصیلات
برای ۴ سال، آنتوانت در مدرسه درس داد و برای هزینه تحصیل خود در کالج ابرلین در اوهایو پول پس‌انداز کرد. او در سال ۱۸۴۶ در کالج ابرلین ثبت نام کرد و از طرف پدر و مادرش که نه تنها به تحصیلات برابر برای مردان و زنان عقیده داشتند بلکه طرفدار تحصیلات برای سیاه پوستان نیز بودند حمایت مالی می‌شد. در کالج، او تحصیلات در رشته ادبی را به پایان رساند و در سال ۱۸۴۷ مدرک تحصیلی اش را دریافت کرد. او تعطیلات خود را در تدریس و مطالعه عبری و یونانی گذراند. در سال ۱۸۴۷، پس از فارغ‌التحصیلی با مدرک کارشناسی، تلاش کرد که به کالج بقبولاند تا دروس الهیات را نیز در دوره تحصیلی خود بگنجاند. مدیریت کالج با این درخواست مخالفت کرد چرا که عقیده داشت زنان نباید در تدریس و تعلیم دروس مذهبی دست داشته باشند.

## حقوق زنان

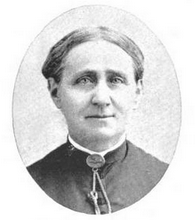
آنتوانت براون بلک‌ول (۱۸۹۴)

او پس از جدا شدن از جامعه پروتستان، به‌طور فزاینده ای بر مسائل حقوق زنان تمرکز کرد. در حالی که بسیاری از فعالان حقوق زنان با دین به دلیل اینکه باعث سرکوبی زنان می‌شود مخالف بودند، بلک ول عقیده داشت که مشارکت فعال زنان در مذهب می‌تواند وضعیت آن‌ها را در جامعه تقویت کند. بر خلاف بسیاری از همسالانش، او در مورد بهبود وضعیت زنان عقیده داشت که به جای رای دادن آن‌ها باید در جامعه نقش بیشتری داشته باشند. او معتقد بود که اختلافات ذاتی میان مردان و زنان مانع از آن می‌شود که مردان بتوانند زنان را در امور سیاسی نمایندگی کنند؛ بنابراین انتخابات رأی تأثیر مثبتی بر روی زنان ندارد، مگر اینکه با فرصت‌های رهبری ملموس همراه باشد. براون با نظر اصلاح طلبان دیگر که عقیده داشتند طلاق وسیله ای برای کاهش محدودیت‌های زناشویی زنان است مخالف بود.